# Legacy of Evil
Legacy of Evil šesti je studijski album norveškog simfonijskog black metal-sastava Limbonic Art. Album su 24. rujna 2007. godine objavile diskografske kuće Nocturnal Art Productions i Candlelight Records.

## O albumu
Sastav je snimio Legacy of Evil 2007. godine u studiju MOF Studios. 
Ovo je posljednji album sastava na kojem je sudjelovao gitarist i klavijaturist Morfeus.

## Popis pjesama
Tekstovi: Daemon. 
| 1.    | »A Cosmic Funeral of Memories« | 7:39 |
| 2.    | »A Void of Lifeless Dreams«    | 4:51 |
| 3.    | »Grace by Torments«            | 5:20 |
| 4.    | »Infernal Phantom Kingdom«     | 5:30 |
| 5.    | »Legacy of Evil«               | 5:37 |
| 6.    | »Lycanthropic Tales«           | 6:44 |
| 7.    | »Nebulous Dawn«                | 4:42 |
| 8.    | »Seven Doors of Death«         | 7:07 |
| 9.    | »Twilight Omen«                | 7:22 |
| 10.   | »Unleashed from Hell«          | 4:14 |
| 59:06 |                                |      |

## Recenzije
Alex Henderson, glazbeni kritičar sa stranice AllMusic, dodijelio je albumu tri od pet zvjezdica te je komentirao da je Legacy of Evil "žešći i snažniji od starijih glazbenih izdanja sastava, ali Limbonic Art i dalje ostaje relevantan unutar žanra simfonijskog black metala; [sastav] još uvijek preferira melodičniji, složeniji i nijansiraniji glazbeni pristup od onoga kojim se koriste žešći black metal sastavi kao što su Marduk i Gorgoroth. [...] Iako je Legacy of Evil pomalo neujednačen, većina [glazbenog] materijala [na albumu] je pristojna -- ne spektakularna, ali je pristojna." Henderson je također napomenuo da zvuk klavijatura na albumu više nije tako istaknut kao na prethodnim albumima grupe.

## Zasluge
Limbonic Art
- Daemon – vokali, gitara, bas-gitara
- Morfeus – dodatni vokali, solo gitara, elektronika, programiranje bubnjeva, snimanje, naslovnica, dizajn

Ostalo osoblje
- Tom Kvålsvoll – mastering